# Quaking Waterfall
Der Quaking Waterfall ist ein Wasserfall bislang nicht ermittelter Fallhöhe im Mount-Aspiring-Nationalpark in der Region West Coast auf der Südinsel Neuseelands. In der Haast Range der Neuseeländischen Alpen liegt er in einem namenlosen Zulauf des Thrill Creek, der in südöstlicher Fließrichtung in den Waiatoto River mündet.